# Vinaya Wakanivuga
Pas d'image ? Cliquez ici

a Compétitions nationales et continentales officielles uniquement.

Dernière mise à jour le 30 septembre 2011.
Vinaya Wakanivuga, né le 12 janvier 1979, est un joueur fidjien de rugby à XV qui joue au poste de centre.

## Palmarès
- Vainqueur de la Pro D2 en 2011 et 2014